# Jicarilla Apache jezik
Jicarilla Apache jezik (ISO 639-3: apj), jedan od apačkih jezika athapaskanske porodice kojim se služi 680 (2000 popis) Jicarilla Apača na sjeveru američke države Novi Meksiko.
Djeca i mlađi naraštaj preferiraju engleski.

## Vanjske poveznice
- Ethnologue (14th)
- Ethnologue (15th)